# Kreuzspitze (Ötztalské Alpy)
Kreuzspitze (3 455 m) je hora v Ötztalských Alpách. Je to domovská hora chaty Martin-Busch-Hütte. Z jejího vrcholu se otevírá výhled na nejvyšší partie Ötztalských Alp, včetně Wildspitze. Patří mezi sto nejvyšších vrcholů Rakouska – podle různých zdrojů je uváděna na 69. nebo 72. místě.

## Výstup
Je to jedna z nejvyšších hor ve Východních Alpách, která je snadno dostupná bez přechodu přes ledovec. Turistická stezka vede na Kreuzspitze z jižní strany. Od Martin-Busch-Hütte (2 501 m) trvá výstup 3 hodiny.